# Skate Canada 1977
Navigation
Édition précédente Édition suivante
Le Skate Canada (ou Internationaux Patinage Canada) est une compétition internationale de patinage artistique qui se déroule au Canada au cours de l'automne. Il accueille des patineurs amateurs de niveau senior dans trois catégories: simple messieurs, simple dames et danse sur glace. La catégorie des couples artistiques n'est ajoutée au programme du Skate Canada qu'à partir de 1984.
Le cinquième Skate Canada est organisé du 27 au 29 octobre 1977 au Colisée de Moncton dans la province du Nouveau-Brunswick. 

## Résultats

### Messieurs
| Rang | Nom                    | Pays                 | Points | Fig. impo. | Prog. court | Prog. libre |
| ---- | ---------------------- | -------------------- | ------ | ---------- | ----------- | ----------- |
| 1    | Robin Cousins          | Royaume-Uni          | 186.50 | 2          | 1           | 1           |
| 2    | Charles Tickner        | États-Unis           | 184.68 | 1          | 2           | 2           |
| 3    | Scott Cramer           | États-Unis           | 180.66 | 3          | 5           | 3           |
| 4    | Mitsuru Matsumura      | Japon                | 176.92 | 6          | 3           | 4           |
| 5    | Brian Pockar           | Canada               | 174.66 | 5          | 4           | 6           |
| 6    | James Szabo            | Canada               | 169.30 | 9          | 6           | 5           |
| 7    | Jean-Christophe Simond | France               | 165.36 | 4          | 9           | 8           |
| 8    | Vern Taylor            | Canada               | 160.80 | 11         | 7           | 7           |
| 9    | Grzegorz Głowania      | Pologne              | 156.66 | 10         | 10          | 9           |
| 10   | Miroslav Šoška         | Tchécoslovaquie      | 156.84 | 7          | 11          | 10          |
| 11   | Kurt Kurzinger         | Allemagne de l'Ouest | 155.02 | 8          | 8           | 11          |

### Dames
| Rang | Nom                       | Pays                 | Points | Fig. impo. | Prog. court | Prog. libre |
| ---- | ------------------------- | -------------------- | ------ | ---------- | ----------- | ----------- |
| 1    | Linda Fratianne           | États-Unis           | 187.38 | 1          | 1           | 1           |
| 2    | Lisa-Marie Allen          | États-Unis           | 178.24 | 4          | 3           | 2           |
| 3    | Heather Kemkaran          | Canada               | 177.16 | 5          | 2           | 4           |
| 4    | Emi Watanabe              | Japon                | 177.04 | 3          | 5           | 3           |
| 5    | Claudia Kristofics-Binder | Autriche             | 171.36 | 2          | 7           | 6           |
| 6    | Garnet Ostermeier         | Allemagne de l'Ouest | 164.94 | 6          | 6           | 9           |
| 7    | Renata Baierova           | Tchécoslovaquie      | 164.26 | 13         | 4           | 5           |
| 8    | Deborah Cottrill          | Royaume-Uni          | 162.58 | 9          | 9           | 8           |
| 9    | Kira Ivanova              | Union soviétique     | 160.38 | 11         | 11          | 7           |
| 10   | Susan Broman              | Finlande             | 159.28 | 10         | 10          | 10          |
| 11   | Deborah Lynn Paul         | Canada               | 155.74 | 8          | 8           | 11          |
| 12   | Anne-Sophie de Kristoffy  | France               | 147.18 | 7          | 14          | 13          |
| 13   | Franca Bianconi           | Italie               | 148.60 | 12         | 12          | 12          |
| 14   | Bodil Olsson              | Suède                | 142.36 | 14         | 13          | 14          |

### Danse sur glace
| Rang | Nom                                      | Pays             | Points | Danses imposées | Danse libre |
| ---- | ---------------------------------------- | ---------------- | ------ | --------------- | ----------- |
| 1    | Janet Thompson / Warren Maxwell          | Royaume-Uni      | 156.48 | 1               | 1           |
| 2    | Marina Zueva / Andrei Vitman             | Union soviétique | 152.86 | 2               | 2           |
| 3    | Lorna Wighton / John Dowding             | Canada           | 150.06 | 3               | 3           |
| 4    | Liliana Rehakova / Stanislav Drastich    | Tchécoslovaquie  | 148.10 | 4               | 4           |
| 5    | Natalia Karamysheva / Rostislav Sinitsin | Union soviétique | 144.60 | 5               | 5           |
| 6    | Isabella Rizzi / Luigi Freroni           | Italie           | 137.42 | 6               | 6           |
| 7    | Susan Kelley / Andrew Stroukoff          | États-Unis       | 136.42 | 7               | 7           |
| 8    | Marie McNeil / Robert McCall             | Canada           | 132.74 | 9               | 9           |
| 9    | Susi Handschmann / Peter Handschmann     | Autriche         | 130.92 | 8               | 8           |
| 10   | Joanne French / John Thomas              | Canada           | 126.28 | 10              | 10          |
| 11   | Dee Oseroff / Craig Bond                 | États-Unis       | 123.44 | 11              | 11          |
| 12   | Martine Olivier / Yves Tarayre           | France           | 121.24 | 12              | 12          |
| 13   | Debbi Burke / Randy Burke                | Canada           | 117.78 | 13              | 13          |